# Variante ómicron del SARS-CoV-2
La variante ómicron  (también conocida por el identificador de linaje PANGO B.1.1.529.1, el identificador de clado GISAID GR/484A y el identificador de clado Nextstrain 21K) es una variante del SARS-CoV-2, causante de la enfermedad COVID-19. El primer caso se detectó en Botsuana el 9 de noviembre de 2021 a partir de una muestra recogida bajo los auspicios de la Red para la Vigilancia Genómica en Sudáfrica. El 26 de noviembre de 2021 la Organización Mundial de la Salud (OMS) la designó como una variante preocupante.
La variante tiene un número inusualmente grande de mutaciones, varias de las cuales nuevas y algunas de ellas (concretamente treinta y dos) afectan a la proteína de la espícula utilizada en la mayoría de las vacunas actuales. Este nivel de variación tiene efectos preocupantes respecto a la transmisibilidad, evasión del sistema inmunológico y resistencia ante las vacunas contra la infección asociada al SARS-CoV-2. Por ello, la variante fue rápidamente designada como «preocupante» y varios países introdujeron restricciones de viaje para limitar o ralentizar su propagación internacional.
Sin embargo, el 31 de enero de 2022 se puso fin al bulo de esta variante no era suficiente con dos vacunas cuando los científicos españoles confirmaron que las vacunas son efectivas al igual que otras variantes.
Por su contagiosidad y mutaciones, rápidamente ha dado lugar a subvariantes.

## Clasificación

### Nomenclatura
El 26 de noviembre, el Grupo Asesor Técnico de la OMS sobre la evolución del Virus SARS-CoV-2 declaró que el linaje PANGO B.1.1.529 era una variante preocupante y lo designó con la letra griega ómicron. La OMS omitió «nu» y «xi», las siguientes letras en el alfabeto griego, para evitar confusiones con la palabra inglesa new y evitar confusión y ofensa con el apellido chino Xi, que es el 296º apellido más común en China y el apellido del líder de dicho país. La Organización Mundial de la Salud reserva la designación «ómicron» para variantes preocupantes.
El proyecto GISAID le ha asignado el identificador de clado GR/484A y el proyecto Nextstrain le ha asignado el identificador de clado 21K.

### Mutaciones
La variante tiene una gran cantidad de mutaciones, algunas de las cuales son preocupantes. Treinta y dos de estas mutaciones afectan a la proteína de la espícula. Dicha espícula es el principal objetivo antigénico de los anticuerpos generados por infecciones y de la mayoría de las vacunas administradas hasta 2021. Muchas de esas mutaciones no se habían observado en otras cepas. La variante se caracteriza por 30 cambios de aminoácidos, tres pequeñas supresiones y una pequeña inserción en la proteína de la espícula en comparación con el virus original, de los cuales 15 están ubicados en el dominio de unión al receptor (residuos 319-541). También lleva una serie de cambios y supresiones en otras regiones genómicas. Es de destacar que la variante tiene tres mutaciones en el sitio de división de la furina. El sitio de escisión de la furina aumenta la infectividad del SARS-CoV-2. Las mutaciones por región genómica son las siguientes:
- Proteína de la espícula: A67V. Δ69-70. T95I. G142D. Δ143-145. Δ211. L212I. ins214EPE. G339D. S371L. S373P. S375F. K417N. N440K. G446S. S477N. T478K. E484A. Q493R. G496S. Q498R. N501Y. Y505H. T547K. D614G. H655Y. N679K. P681H. N764K. D796Y. N856K. Q954H. N969K. L981F
- ORF1ab: 
  - nsp3: K38R. V1069I. Δ1265. L1266I. A1892T
  - nsp4: T492I
  - nsp5: P132H
  - nsp6: Δ105-107. A189V
  - nsp12: P323L
  - nsp14: I42V

- Proteína de la envoltura: T9I
- Proteína de membrana: D3G. Q19E. A63T

- Proteína nucleocápside:P13L. Δ31-33. R203K. G204R

## Historia
Una persona positiva viajó a Hong Kong proveniente de Sudáfrica. Se identificó un caso confirmado en Israel de un viajero que regresaba de Malaui. junto con dos que regresaron de Sudáfrica y uno de Madagascar. Se detectó otro caso en Bélgica de una joven que viajó a Egipto (donde aparentemente adquirió la infección) e hizo escala en Turquía.
Varios investigadores afirman que la vacuna de Pfizer-BioNTech contra la COVID-19 protege contra la variante ómicron.

## Impacto clínico
Para diciembre del 2021, diferentes investigaciones han señalado que la variante posee una mayor capacidad de transmisión incluso en la población previamente infectada por COVID-19. Estos datos han sido extrapolados en base al patrón epidemiológico de infección observado en Sudáfrica durante el último trimestre del 2021. En cuanto al grado de severidad de la enfermedad. en base a los mismos datos previamente  descrito se hipotetiza que los pacientes presentan cuadros clínicos más leves. En un estudio realizado por la Facultad de Medicina de la Universidad de Hong Kong se encontró que la variante ómicron se reproduce con facilidad en los bronquios pero pobremente en los pulmones. Si bien la capacidad de infección es menos eficiente en los pulmones, una carga viral más alta puede empeorar la respuesta inmunitaria.
En relación con la capacidad de la variante de escapar al efecto de las vacunas, un pequeño estudio mostró  una disminución de hasta 41 veces en cuanto a la formación de anticuerpos neutralizantes en relación con la vacuna Pfizer-BioNTech. Para el 12 de diciembre aún no se cuenta con mayor información en relación con el resto de vacunas.
En España, en la semana del 6 al 12 de diciembre de 2021 se comprobó mediante secuenciación de muestras aleatoria del virus en contagiados que el 47.2 % de las muestras correspondían a la variante ómicron. Las muestras de ómicron en la semana del 29 de noviembre al 5 de diciembre de 2021 fueron del 3.4 %. De esta forma se sigue apuntando a las hipótesis iniciales de la mayor capacidad de propagación de esta variante respecto a la delta.
El 3 de diciembre el subsecretario de prevención y promoción de la salud de México, Hugo López-Gatel confirmó que la variante ómicron ya se encontraba en México. Para el 21 de diciembre se indicó que había al menos 23 casos confirmados de la variante en el territorio mexicano.

### Síntomas
No se han asociado síntomas inusuales con la variante y, al igual que con otras variantes, algunos individuos que cursan la infección son asintomáticos.
- No presentan pérdida de olfato ni de gusto, síntoma hasta ahora característico entre los infectados por coronavirus.
- Como principal característica los contagiados presentan secreción nasal y dolor de cabeza
- En España, los pacientes contagiados de COVID-19 con la variante ómicron, son episodios de sudores nocturnos, como brotes de sudoración repentina, síntoma que no se había registrado hasta ahora.[32]

## Estadísticas
Casos registrados al 22 de julio de 2022 (UTC).
Datos del rastreador de variantes.
Actualizado el 22 de julio de 2022
| Territorios                               | Confirmados | Fallecidos | Fecha de detección | Referencia |
| ----------------------------------------- | ----------- | ---------- | ------------------ | ---------- |
| Estados Unidos                            | 3 412 726   | 705        | 01/12/2021         | [ 35 ]     |
| Reino Unido                               | 1 690 189   | 563        | 25/12/2021         | [ 36 ]     |
| Alemania                                  | 442 625     | 53         | 27/11/2021         | [ 34 ]     |
| Dinamarca                                 | 199 006     | 31         | 28/11/2021         | [ 37 ]     |
| Noruega                                   | 107 849     | 1          | 01/12/2021         | [ 38 ]     |
| Sudáfrica                                 | 84 890      | 110        | 26/11/2021         | [ 34 ]     |
| Francia                                   | 114 294     | 2          | 02/12/2021         | [ 39 ]     |
| Canadá                                    | 102 134     | 2          | 28/11/2021         | [ 40 ]     |
| Austria                                   | 77 779      | 535        | 28/11/2021         | [ 34 ]     |
| México                                    | 71 651      | 20         | 03/12/2021         | [ 41 ]     |
| Australia                                 | 53 640      | 1          | 28/11/2021         | [ 42 ]     |
| Argentina                                 | 11 961      | 245        | 05/12/2021         | [ 43 ]     |
| Israel                                    | 7 007       | 5          | 23/11/2021         | [ 34 ]     |
| India                                     | 14 668      | 5          | 02/12/2021         | [ 44 ]     |
| Tailandia                                 | 10 457      | 1          | 06/12/2021         | [ 45 ]     |
| Singapur                                  | 8 313       | 8          | 16/12/2021         | [ 46 ]     |
| Brasil                                    | 10 534      | 45         | 30/11/2021         | [ 47 ]     |
| Suecia                                    | 25 019      | 1          | 29/11/2021         | [ 48 ]     |
| Suiza                                     | 4 865       | 134        | 01/12/2021         | [ 34 ]     |
| Estonia                                   | 4 426       | -          | 30/11/2021         | [ 49 ]     |
| España                                    | 99 652      | 31         | 29/11/2021         | [ 34 ]     |
| Italia                                    | 12 992      | 46         | 27/11/2021         | [ 50 ]     |
| Bélgica                                   | 3 405       | -          | 22/11/2021         | [ 34 ]     |
| Japón                                     | 11 251      | 69         | 30/11/2021         | [ 51 ]     |
| Países Bajos                              | 11 834      | 41         | 28/11/2021         | [ 34 ]     |
| Irlanda                                   | 4 028       | 10         | 01/12/2021         | [ 52 ]     |
| Turquía                                   | 3 631       | 3          | 12/12/2021         | [ 53 ]     |
| Eslovenia                                 | 1 782       | 1          | 13/12/2021         | [ 34 ]     |
| Corea del Sur                             | 1 663       | 338        | 1/12/2021          | [ 54 ]     |
| Chile                                     | 1 709       | 28         | 04/12/2021         | [ 55 ]     |
| Indonesia                                 | 1 223       | 3          | 16/12/2021         | [ 56 ]     |
| Portugal                                  | 2 877       | 3          | 29/11/2021         | [ 57 ]     |
| Jordania                                  | 3 294       | 4          | 14/12/2021         | [ 34 ]     |
| Perú                                      | 1 143       | -          | 19/12/2021         | [ 58 ]     |
| Georgia                                   | 1 096       | 28         | 21/12/2021         | [ 34 ]     |
| Puerto Rico                               | 984         | 20         | 14/12/2021         | [ 34 ]     |
| Botsuana                                  | 6 416       | 10         | 11/11/2021         | [ 34 ]     |
| Namibia                                   | 1 233       | 73         | 25/11/2021         | [ 59 ]     |
| Letonia                                   | 828         | 4          | 08/12/2021         | [ 34 ]     |
| Filipinas                                 | 9 182       | 17         | 16/12/2021         | [ 34 ]     |
| Kenia                                     | 569         | -          | 11/12/2021         | [ 34 ]     |
| Ecuador                                   | 1 179       | 6          | 14/12/2021         | [ 60 ]     |
| Irán                                      | 636         | -          | 21/12/2021         | [ 34 ]     |
| Luxemburgo                                | 10 924      | 34         | 03/12/2021         | [ 34 ]     |
| Líbano                                    | 2 791       | 1          | 11/12/2021         | [ 34 ]     |
| República Checa                           | 2 070       | 17         | 27/11/2021         | [ 61 ]     |
| Finlandia                                 | 2 126       | 10         | 02/12/2021         | [ 62 ]     |
| Malasia                                   | 2 204       | 7          | 03/12/2021         | [ 63 ]     |
| Polonia                                   | 17 280      | 5          | 17/12/2021         | [ 34 ]     |
| Hong Kong                                 | 265         | 1          | 18/11/2021         | [ 64 ]     |
| Bermudas                                  | 279         | 15         | 19/12/2021         | [ 34 ]     |
| Gibraltar                                 | 263         | -          | 17/12/2021         | [ 65 ]     |
| Islandia                                  | 233         | -          | 02/12/2021         | [ 66 ]     |
| Rusia                                     | 10 051      | 2          | 06/12/2021         | [ 67 ]     |
| Rumania                                   | 2 852       | 11         | 04/12/2021         | [ 68 ]     |
| Nueva Zelanda                             | 9 771       | 15         | 16/12/2021         | [ 69 ]     |
| Cabo Verde                                | 321         | 1          | 31/12/2021         | [ 34 ]     |
| Suazilandia                               | 200         | -          | 16/01/2022         | [ 34 ]     |
| Yibuti                                    | 389         | 2          | 03/01/2022         | [ 34 ]     |
| Ghana                                     | 167         | 21         | 01/12/2021         | [ 34 ]     |
| Nigeria                                   | 250         | 2          | 01/12/2021         | [ 70 ]     |
| Lituania                                  | 159         | 23         | 15/12/2021         | [ 71 ]     |
| Guayana Francesa                          | 532         | 14         | 30/12/2021         | [ 34 ]     |
| Pakistán                                  | 380         | 3          | 10/12/2021         | [ 34 ]     |
| Palestina                                 | 195         | 5          | 16/12/2021         | [ 34 ]     |
| Camboya                                   | 318         | -          | 16/12/2021         | [ 72 ]     |
| Colombia                                  | 131         | -          | 31/12/2021         | [ 73 ]     |
| Marruecos                                 | 123         | -          | 15/12/2021         | [ 74 ]     |
| Zambia                                    | 107         | 2          | 04/12/2021         | [ 75 ]     |
| Uruguay                                   | 163         | 25         | 07/01/2022         | [ 34 ]     |
| Sri Lanka                                 | 235         | 1          | 03/12/2021         | [ 76 ]     |
| Cuba                                      | 123         | -          | 10/12/2021         | [ 34 ]     |
| Malta                                     | 91          | -          | 31/12/2021         | [ 34 ]     |
| Taiwán                                    | 94          | -          | 05/01/2022         | [ 34 ]     |
| Bulgaria                                  | 486         | -          | 05/01/2022         | [ 34 ]     |
| Guam                                      | 153         | 10         | 29/12/2021         | [ 34 ]     |
| Costa de Marfil                           | 78          | -          | 04/01/2022         | [ 77 ]     |
| Chipre                                    | 75          | -          | 14/12/2021         | [ 34 ]     |
| Costa Rica                                | 1 840       | 2          | 20/12/2021         | [ 78 ]     |
| República Centroafricana                  | 164         | 1          | 19/01/2022         | [ 34 ]     |
| Hungría                                   | 68          | -          | 13/12/2021         | [ 34 ]     |
| Moldavia                                  | 621         | 17         | 11/01/2022         | [ 79 ]     |
| Gambia                                    | 114         | -          | 04/01/2022         | [ 34 ]     |
| Malaui                                    | 217         | 5          | 30/11/2021         | [ 34 ]     |
| San Martín                                | 479         | 6          | 05/01/2022         | [ 34 ]     |
| Islas Vírgenes de los Estados Unidos      | 857         | 12         | 14/01/2022         | [ 34 ]     |
| Palaos                                    | 231         | -          | 01/02/2022         | [ 34 ]     |
| Zimbabue                                  | 716         | 1          | 02/12/2021         | [ 80 ]     |
| Kiribati                                  | 75          | -          | 02/02/2022         | [ 34 ]     |
| Uganda                                    | 46          | -          | 02/12/2021         | [ 34 ]     |
| Afganistán                                | 80          | -          | 17/12/2021         | [ 34 ]     |
| Islas Caimán                              | 44          | 6          | 27/12/2021         | [ 34 ]     |
| Liechtenstein                             | 44          | 3          | 09/12/2021         | [ 34 ]     |
| Islas Salomón                             | 105         | 1          | 24/01/2022         | [ 34 ]     |
| Granada                                   | 66          | -          | 06/01/2022         | [ 34 ]     |
| Sudán del Sur                             | 77          | 1          | 03/01/2022         | [ 34 ]     |
| Grecia                                    | 109         | 22         | 02/12/2021         | [ 81 ]     |
| Belice                                    | 121         | -          | 06/01/2022         | [ 34 ]     |
| San Martín                                | 320         | 4          | 18/12/2021         | [ 34 ]     |
| Vietnam                                   | 203         | 4          | 24/12/2021         | [ 34 ]     |
| Mozambique                                | 42          | 3          | 05/12/2021         | [ 34 ]     |
| Senegal                                   | 136         | 5          | 05/12/2021         | [ 34 ]     |
| Bonaire                                   | 164         | 1          | 09/01/2022         | [ 34 ]     |
| Antártida                                 | 35          | -          | 28/01/2022         | [ 34 ]     |
| Tonga                                     | 230         | 1          | 07/02/2022         | [ 34 ]     |
| Nepal                                     | 535         | 7          | 06/12/2021         | [ 34 ]     |
| Kazajistán                                | 29          | -          | 14/12/2021         | [ 34 ]     |
| Bolivia                                   | 27          | -          | 22/12/2021         | [ 34 ]     |
| Panamá                                    | 886         | 7          | 26/12/2021         | [ 34 ]     |
| Reunión                                   | 1 726       | 10         | 29/11/2021         | [ 34 ]     |
| Bosnia y Herzegovina                      | 178         | 1          | 29/12/2021         | [ 82 ]     |
| China                                     | 658         | 683        | 09/12/2021         | [ 34 ]     |
| Mauricio                                  | 910         | 1          | 15/12/2021         | [ 34 ]     |
| República del Congo                       | 82          | 1          | 01/01/2022         | [ 34 ]     |
| Trinidad y Tobago                         | 157         | -          | 13/12/2021         | [ 83 ]     |
| Angola                                    | 17          | 1          | 31/12/2021         | [ 34 ]     |
| Argelia                                   | 35          | 1          | 15/12/2021         | [ 34 ]     |
| Camerún                                   | 88          | 4          | 28/12/2021         | [ 34 ]     |
| Irak                                      | 62          | 3          | 06/01/2022         | [ 84 ]     |
| Mauritania                                | 14          | -          | 06/01/2022         | [ 34 ]     |
| Guinea                                    | 221         | 3          | 01/01/2022         | [ 34 ]     |
| Azerbaiyán                                | 44          | 1          | 10/01/2022         | [ 85 ]     |
| Kuwait                                    | 27          | -          | 08/12/2021         | [ 34 ]     |
| Etiopía                                   | 12          | -          | 06/01/2022         | [ 34 ]     |
| Bangladés                                 | 705         | -          | 15/12/2021         | [ 34 ]     |
| Maldivas                                  | 268         | 4          | 07/12/2021         | [ 34 ]     |
| Macedonia del Norte                       | 50          | 1          | 27/12/2021         | [ 34 ]     |
| Túnez                                     | 45          | 6          | 06/12/2021         | [ 34 ]     |
| Brunéi                                    | 33          | -          | 22/12/2021         | [ 34 ]     |
| Omán                                      | 31          | 1          | 14/12/2021         | [ 34 ]     |
| Kosovo                                    | 264         | 4          | 25/12/2021         | [ 34 ]     |
| Croacia                                   | 15 222      | 70         | 06/12/2021         | [ 34 ]     |
| Montenegro                                | 31          | -          | 17/12/2021         | [ 34 ]     |
| Venezuela                                 | 73          | 2          | 23/12/2021         | [ 34 ]     |
| Curazao                                   | 226         | 1          | 03/01/2022         | [ 34 ]     |
| Madagascar                                | 69          | -          | 26/12/2021         | [ 34 ]     |
| Ruanda                                    | 194         | 4          | 16/12/2021         | [ 34 ]     |
| Ucrania                                   | 100         | 2          | 18/12/2021         | [ 86 ]     |
| Martinica                                 | 558         | 14         | 07/01/2022         | [ 34 ]     |
| Guinea-Bisáu                              | 68          | -          | 07/01/2022         | [ 34 ]     |
| San Bartolomé                             | 21          | -          | 01/01/2022         | [ 34 ]     |
| Togo                                      | 30          | -          | 05/01/2022         | [ 34 ]     |
| Guadalupe                                 | 29          | -          | 08/01/2022         | [ 87 ]     |
| Bielorrusia                               | 76          | 6          | 02/01/2022         | [ 34 ]     |
| Birmania                                  | 40          | 2          | 23/12/2021         | [ 34 ]     |
| Catar                                     | 300         | 1          | 04/01/2022         | [ 34 ]     |
| Comoras                                   | 3           | -          | 07/01/2022         | [ 34 ]     |
| Mayotte                                   | 131         | -          | 06/01/2022         | [ 34 ]     |
| Egipto                                    | 58          | 1          | 18/12/2021         | [ 34 ]     |
| Liberia                                   | 62          | 1          | 26/12/2021         | [ 34 ]     |
| Barbados                                  | 30          | 5          | 01/01/2022         | [ 34 ]     |
| Eslovaquia                                | 15 561      | 1          | 08/12/2021         | [ 34 ]     |
| Paraguay                                  | 132         | -          | 26/12/2021         | [ 34 ]     |
| Fiyi                                      | 45          | 1          | 08/12/2021         | [ 34 ]     |
| Turkmenistán                              | 2           | -          | 09/01/2022         | [ 34 ]     |
| Armenia                                   | 54          | 2          | 25/12/2021         | [ 34 ]     |
| San Cristóbal y Nieves                    | 18          | 6          | 02/01/2022         | [ 34 ]     |
| Libia                                     | 4           | -          | 02/01/2022         | [ 34 ]     |
| Mongolia                                  | 121         | 2          | 08/01/2022         | [ 34 ]     |
| Seychelles                                | 304         | 2          | 07/01/2022         | [ 34 ]     |
| Burkina Faso                              | 24          | 1          | 02/01/2022         | [ 34 ]     |
| San Vicente y las Granadinas              | 62          | 1          | 04/01/2022         | [ 34 ]     |
| Surinam                                   | 130         | 10         | 28/12/2021         | [ 34 ]     |
| Arabia Saudita                            | 46          | 3          | 1/12/2021          | [ 88 ]     |
| EAU                                       | 2           | -          | 1/12/2021          | [ 35 ]     |
| Sierra Leona                              | 5           | -          | 09/12/2021         | [ 34 ]     |
| Baréin                                    | 1           | -          | 15/12/2021         | [ 34 ]     |
| EAU                                       | 2           | -          | 15/12/2021         | [ 89 ]     |
| Anguila                                   | 14          | 1          | 27/12/2021         | [ 34 ]     |
| Aruba                                     | 63          | 2          | 24/12/2021         | [ 34 ]     |
| República Dominicana                      | 105         | -          | 31/12/2021         | [ 34 ]     |
| Papúa Nueva Guinea                        | 539         | 7          | 02/01/2022         | [ 34 ]     |
| República Democrática del Congo           | 80          | -          | 09/01/2022         | [ 34 ]     |
| Tanzania                                  | 5           | -          | 02/01/2022         | [ 34 ]     |
| Albania                                   | 2           | 1          | 01/01/2022         | [ 34 ]     |
| Jamaica                                   | 931         | 5          | 05/01/2022         | [ 34 ]     |
| Serbia                                    | 81          | -          | 01/01/2022         | [ 34 ]     |
| Antigua y Barbuda                         | 36          | -          | 07/01/2022         | [ 90 ]     |
| Laos                                      | 1           | -          | 07/01/2022         | [ 34 ]     |
| Corea del Norte                           | 53          | 10         | 12/01/2022         | [ 91 ]     |
| Mali                                      | 1           | -          | 13/01/2022         | [ 34 ]     |
| Guinea Ecuatorial                         | 26          | -          | 24/12/2021         | [ 34 ]     |
| Islas Vírgenes Británicas                 | 36          | -          | 14/01/2022         | [ 34 ]     |
| Gabón                                     | 48          | -          | 04/01/2022         | [ 34 ]     |
| Benín                                     | 83          | -          | 07/01/2022         | [ 34 ]     |
| Andorra                                   | 129         | -          | 12/01/2022         | [ 34 ]     |
| Timor Oriental                            | 113         | -          | 15/01/2022         | [ 34 ]     |
| Lesoto                                    | 15          | -          | 12/01/2022         | [ 34 ]     |
| Santa Lucía                               | 16          | -          | 13/01/2022         | [ 34 ]     |
| Haití                                     | 75          | -          | 12/01/2022         | [ 34 ]     |
| Nauru                                     | 5           | -          | 15/01/2022         | [ 34 ]     |
| Polinesia Francesa                        | 19          | -          | 11/01/2022         | [ 34 ]     |
| Tuvalu                                    | 2           | -          | 16/01/2022         | [ 34 ]     |
| Bután                                     | 14          | -          | 18/01/2022         | [ 34 ]     |
| Guyana                                    | 61          | -          | 17/01/2022         | [ 34 ]     |
| Honduras                                  | 463         | -          | 15/01/2022         | [ 34 ]     |
| Yemen                                     | 47          | -          | 01/02/2022         | [ 34 ]     |
| Samoa Americana                           | 35          | -          | 09/02/2022         | [ 34 ]     |
| Burundi                                   | 24          | -          | 09/02/2022         | [ 34 ]     |
| Uzbekistán                                | 1           | -          | 11/02/2022         | [ 34 ]     |
| Islas Marshall                            | 68          | -          | 10/02/2022         | [ 34 ]     |
| Micronesia                                | 11          | -          | 10/02/2022         | [ 34 ]     |
| Dominica                                  | 1           | -          | 11/02/2022         | [ 34 ]     |
| Nueva Caledonia                           | 31          | -          | 27/02/2022         | [ 34 ]     |
| Mónaco                                    | 1           | -          | 14/02/2022         | [ 34 ]     |
| Montserrat                                | 1           | -          | 18/02/2022         | [ 34 ]     |
| Sudán                                     | 125         | -          | 01/03/2022         | [ 34 ]     |
| El Salvador                               | 84          | -          | 05/03/2022         | [ 34 ]     |
| Islas Marianas del Norte                  | 90          | -          | 04/03/2022         | [ 34 ]     |
| Bahamas                                   | 37          | -          | 02/03/2022         | [ 34 ]     |
| Kirguistán                                | 255         | 1          | 14/12/2021         | [ 34 ]     |
| Chad                                      | 16          | -          | 11/03/2022         | [ 34 ]     |
| Vanuatu                                   | 28          | -          | 15/03/2022         | [ 34 ]     |
| Isla de Pascua                            | 25          | -          | 20/03/2022         | [ 34 ]     |
| Somalia                                   | 1           | -          | 19/03/2022         | [ 34 ]     |
| Ciudad del Vaticano                       | 3           | -          | 18/03/2022         | [ 34 ]     |
| San Eustaquio                             | 21          | -          | 24/03/2022         | [ 34 ]     |
| San Marino                                | 54          | -          | 03/03/2022         | [ 34 ]     |
| Siria                                     | 102         | -          | 01/03/2022         | [ 34 ]     |
| Samoa                                     | 86          | -          | 25/03/2022         | [ 34 ]     |
| Eritrea                                   | 10          | -          | 21/03/2022         | [ 34 ]     |
| Santo Tomé y Príncipe                     | 13          | -          | 26/03/2022         | [ 34 ]     |
| Guatemala                                 | 33          | -          | 24/03/2022         | [ 34 ]     |
| Wallis y Futuna                           | 11          | -          | 25/03/2022         | [ 34 ]     |
| Tayikistán                                | 5           | -          | 21/03/2022         | [ 34 ]     |
| Islas Cook                                | 57          | -          | 04/03/2022         | [ 34 ]     |
| Nicaragua                                 | 4           | -          | 05/05/2022         | [ 34 ]     |
| Níger                                     | 3           | -          | 07/05/2022         | [ 34 ]     |
| Total de casos confirmados a nivel global | 6 557 650   | 4 522      | -                  | -          |

## Medidas
- Se han vetado los vuelos desde Sudáfrica. Namibia. Lesoto. Esuatini. Zambia. Zimbabue. Botsuana. Mozambique y Tanzania. También se irán incluyendo todos los países de África según se vayan detectando un caso o más de esta variante. además de a su lista roja de destinos de viaje.
- Además exigen estricto esquema de vacunación completo y PCR negativo de todos los países que se hayan detectado casos de ómicron (linaje B.1.1.529).
- Japón ha prohibido el nuevo ingreso a todos los extranjeros a partir del 30 de noviembre del 2021.[92]
- México cancela conciertos de fin de año de Los Ángeles Azules y verbena navideña para evitar contagios.
- Estados Unidos cancela miles de vuelos en las aerolíneas, se genera una gran pérdida económica.